# Granada megye
Granada  egy megye Nicaraguában. A fővárosa Granada.

## Földrajz
Az ország déli részén található. Megyeszékhely: Granada
4 tartományból áll:
1. Diria
2. Diriomo
3. Granada
4. Nandaim